# JUBEE
주비（JUBEE, ジューベー)는 일본의 래퍼이다. CREATIVE DRUG STORE 소속이다.

## 연혁
- 2015년에 Bim의 요청에 따라 CREATIVE DRUG STORE에 입단
- 2015년에 「FRESH」의 Music Video를 공개.
- 2017년 하라주쿠 TOXGO에서 열린 'Creative Room Vol.3'에서 1집 앨범 'TIME GOES BY' 발매.
- 2019년 9월 18일에 1st EP <Mass Infection>을 발매.
- 2019년 10월 18일에 자신이 주재하는 파티 「Rave Racers」를 개최.
- 2020년 4월 3일에 『Joyride feat. SARA-J』를 발매.
- 2020년 4월 14일에 2nd EP <Mass Infection 2>를 발매.
- 2020년 5월 29일에 "Joyride(feat. SARA-J) [Remixes]"를 발매.
- 2020년 7월 20일에 「Joyride feat. SARA-J」의 MV를 공개.
- 2020년 7월 25일에 Age Factory가 주최, 생방송 라이브 2맨 기획 「AXL」의 첫 번째 게스트로 JUBEE가 출연.
- 2020년 8월 13일에 자신에 의한 프로젝트"Rave Racers"의 1st EP"Rave Racers 1st LAP"를 발매.
- 2020년 8월 18일에 생방송 라이브 「Mass Infection Virtual Gig」를 개최.
- 2020년 9월 18일에 JUBEE와 JUNINAGAWA에 의한 이벤트 「Double J」를 개최.
- 2021년 1월 22일에 JUBEE 주재 "Rave Racers"에 의한 2nd EP "Rave Racers 2nd LAP"를 출시.